# ケイディディ
ケイディディ株式会社（英: KDD Corporation）は、かつて日本に存在した第一種電気通信事業をその主要業務とする会社。現在のKDDIの前身企業の1つである。

## 概説
国際電信電話株式会社法による郵政省管轄の下、特殊会社として業務を営んでいた国際電信電話株式会社（KDD）が、1998年（平成10年）12月1日に日本高速通信株式会社と合併し発足した。国際電信電話株式会社と日本高速通信株式会社が営んでいた事業を継承し、国際電気通信、国内長距離電気通信をその業とした。日本高速通信の大株主であったトヨタ自動車がケイディディの第2位株主となり、同社から役員が派遣され経営参画している。
対外的表記はKDD株式会社だったが、当時はアルファベットが登記上使用できなかったためこの表記となった。
1998年（平成10年）11月に制定した企業理念は「豊かなコミュニケーションで、人と社会を楽しくします。（Bringing People Together）」、企業スローガンは「KDD. It's For You」であった。
国際電信電話株式会社法による特殊会社であったが、1998年（平成10年）7月30日に同法が廃止され、電気通信事業法に依り総務大臣の許可を受け、 第一種電気通信事業を事業内容とする会社となった。証券コードは9431で、東京証券取引所第1部、大阪証券取引所第1部、名古屋証券取引所第1部に上場していた。

## 日本高速通信との合併
1997年（平成9年）11月25日に、国際電信電話と日本高速通信は合併の合意がなされたことを発表。
国際電信電話のニュースリリース「合併発表について」によると、「NTT再編問題がNTTグループの資本的繋がりを維持する形で決着したことにより、他事業者にとって競争力の強化が喫緊の課題となるとともに、国内・国際通信事業者の合併や外資規制の撤廃などによりいっそう競争が激化する見通しとなり、対等な立場での合併により経営資源を結集して最大限のシナジー効果を発揮し、海外においても積極的に事業を展開し、わが国通信産業の国際競争力をいっそう強化することを目指すことが最善の選択であるとの共通認識に達したものです。」と述べている。
1998年（平成10年）7月29日に合併契約書を締結。合併は対等の立場で行うが、合併の手続上、国際電信電話株式会社が存続し、日本高速通信株式会社は解散する形とすること。合併による株式割当については、日本高速通信株式会社の株式1株に対し、国際電信電話株式会社の株式30株を割り当てる。合併により発行する新株式数を1195万2,000株とする。登記上の会社名はケイディディ株式会社とする等の会社登記の内容が発表された。

## DDI、IDOとの経営統合
1999年（平成11年）12月16日、第二電電株式会社（DDI）、日本移動通信株式会社（IDO）及び当社は、2000年（平成12年）10月1日を合併期日とする合併契約書の締結に向けて合意したと発表した。合併の要旨は、第二電電株式会社が存続し、ケイディディ株式会社と日本移動通信株式会社は解散する形とすること。株式の割当比率は、ケイディディ株式会社の株式92.1株に対して第二電電株式会社の株式1株、日本移動通信株式会社の株式2.9株に対して第二電電株式会社の株式1株を割り当てると発表された。
2000年（平成12年）10月1日、株式会社ディーディーアイ（KDDI）の設立に伴い解散。解散に伴い、2000年9月26日、当社は日経平均225株価より除外された。

## 沿革
- 1998年（平成10年）12月 - 国際電信電話が日本高速通信を吸収合併、国際電信電話株式会社はケイディディ株式会社に社名変更。
- 1999年（平成11年）1月 - 国際専用線の再販による香港からの国際電話サービス開始。
  - 1月 - ケイディディ・ネットワークシステムズ株式会社と中部テレコミュニケーション株式会社間でシステムインテグレーション業務提携。
  - 2月 - 100%収支の子会社KDDオーストラリアがオーストラリアと日本、米国、英国、ドイツ、フランス、香港を対地とする国際専用回線サービスとオーストラリア国内長距離サービス開始。
  - 4月 - 米国WinStar Communications, Incと住友商事との合弁会社ケイディディ・ウインスター株式会社による高速無線アクセス回線サービスの提供開始。
  - 5月 - 米国infonet社のフレームリレーネットワークと相互接続により国際フレームリレーサービスの提供対地が対地が英国、米国、シンガポールの3対地であったが45対地に拡張した。
  - 6月 - DDIポケット電話グループ、東京通信ネットワーク、アステルグループのPHSにてプリペイドカード（KDDスーパーワールドカード）による国際ダイヤル通話サービスを開始。利用にあたっては、PHS業者と個々に契約は不要としKDDとの事前契約（無料）が必要であった。
  - 7月 - インターネットFAXサービスを提供開始。
  - 8月 - FRダイヤルアップサービス提供開始。これにより同社のフレームリレー網へのダイヤルアップ接続が利用可能となった。
  - 11月 - シンガポールテレコムと資本提携。
  - 12月 - 第二電電株式会社、日本移動通信株式会社との合併合意を表明。
- 2000年（平成12年）4月 - 顧客ビルとの間を大容量光ファイバーケーブルで直接接続する加入者アクセスネットワークサービスKDDメトロリング提供開始。
  - 4月 - KDDマレーシア、KDDインドネシア、KDDベトナムを現地法人化（KDD現地事務所を法人化）。
  - 6月 - 上海市郵電管理局との間で、ソリューション関連事業の合弁会社上海凱訊通信工程有限公司の設立関する合弁契約書調印に基づき、当該有限公司の営業開始。
  - 7月 - 第二電電株式会社、ケイディディ株式会社、日本移動通信株式会社の合併契約締結。
  - 10月 - 第二電電株式会社及び日本移動通信株式会社と合併し解散。株式会社ディーディーアイ発足。